# Moneder de criptomoneda

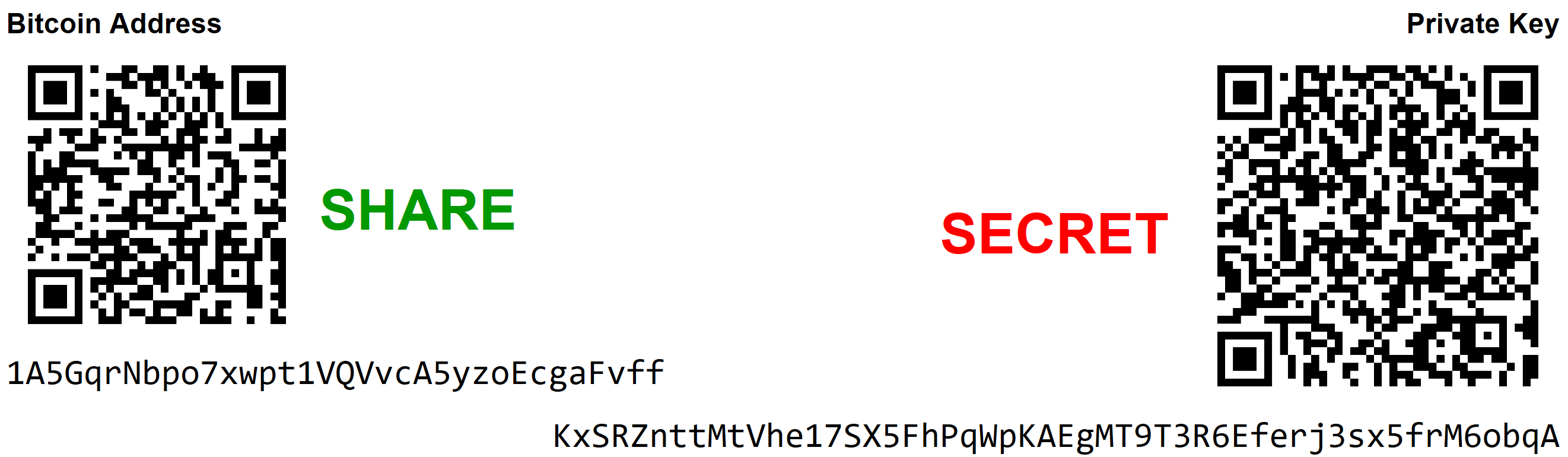
Un exemple de cartera de bitcoin imprimible en paper que consisteix en una adreça de bitcoin per rebre i la clau privada corresponent per gastar.

Un moneder de criptomoneda és un dispositiu, suport físic, programa o servei en línia que emmagatzema les claus públiques i/o privades per a transaccions de criptomoneda. A més d'aquesta funció bàsica d'emmagatzemar les claus, un moneder de criptomoneda ofereix més sovint la funcionalitat de xifrar i/o signar informació. La signatura pot, per exemple, donar lloc a l'execució d'un contracte intel·ligent, una transacció de criptomoneda (vegeu la imatge "transacció de bitcoin"), la identificació o la signatura legal d'un "document" (vegeu la imatge "formulari de sol·licitud").

## Història
El 2008, el bitcoin es va introduir com la primera criptomoneda seguint el principi descrit per Satoshi Nakamoto a l'article "Bitcoin: A Peer-to-Peer Electronic Cash System". El projecte es va descriure com un sistema de pagament electrònic que utilitzava proves criptogràfiques en lloc de confiança. També esmentava l'ús de proves criptogràfiques per verificar i registrar transaccions en una cadena de blocs.

### Carteres de programari
El primer programa de moneder, anomenat simplement Bitcoin, i de vegades conegut com a client Satoshi, va ser llançat el gener de 2009 per Satoshi Nakamoto com a programari de codi obert. A la versió 0.5, el client va passar del conjunt d'eines d'interfície d'usuari wxWidgets a Qt, i tot el paquet es va anomenar Bitcoin-Qt.  Després del llançament de la versió 0.9, el paquet de programari va ser rebatejat com a Bitcoin Core per distingir-se de la xarxa subjacent. Bitcoin Core és, potser, la implementació o client més conegut. Existeixen forques de Bitcoin Core, com ara Bitcoin XT, Bitcoin Unlimited, i Parity Bitcoin.
Hi ha diverses maneres en què els moneders poden funcionar. Tenen una relació inversa pel que fa a la manca de confiança i els requisits computacionals.
- Els clients complets verifiquen les transaccions directament descarregant una còpia completa de la cadena de blocs (més de 150 GB A 2018  ).[5] No requereixen confiança en cap part externa. Els clients complets comproven la validesa dels blocs minats, evitant que realitzin transaccions en una cadena que incompleixi o alteri les regles de la xarxa.  A causa de la seva mida i complexitat, la descàrrega i verificació de tota la cadena de blocs no és adequada per a tots els dispositius informàtics.
- Els clients lleugers consulten nodes complets per enviar i rebre transaccions sense necessitat d'una còpia local de tota la cadena de blocs (vegeu verificació de pagaments simplificada – SPV ). Això fa que els clients lleugers siguin molt més ràpids de configurar i permet que es puguin utilitzar en dispositius de baix consum i baixa amplada de banda, com ara telèfons intel·ligents. Tanmateix, quan s'utilitza una cartera lleugera, l'usuari ha de confiar en tots els nodes, ja que pot informar de valors errònies a l'usuari. Els clients lleugers segueixen la cadena de blocs més llarga i no s'asseguren que sigui vàlida, cosa que requereix confiança en els nodes complets.[6]

Els serveis d'Internet de tercers anomenats moneders en línia o moneders web ofereixen una funcionalitat similar però poden ser més fàcils d'utilitzar. En aquest cas, les credencials per accedir als fons s'emmagatzemen amb el proveïdor del moneder en línia en lloc de fer-ho al maquinari de l'usuari. Com a resultat, l'usuari ha de tenir plena confiança en el proveïdor del moneder en línia. Un proveïdor maliciós o una violació de la seguretat del servidor pot causar el robatori de bitcoins confiats. Un exemple d'aquesta bretxa de seguretat va ocórrer amb Mt. Gox el 2011.

### Emmagatzematge en fred
El programari de moneder electrònic és el blanc dels pirates informàtics pel seu potencial lucratiu per robar bitcoins. "Emmagatzematge en fred" simplement significa mantenir les claus privades fora de l'abast dels pirates informàtics emmagatzemant-les o generant-les en un dispositiu que no està connectat a Internet.Les credencials necessàries per gastar bitcoins es poden emmagatzemar fora de línia de diverses maneres, des de simples impressions en paper de claus privades fins a moneders de maquinari especialitzats.  

#### Carteres de paper
Un moneder de paper es crea amb un parell de claus generat en un ordinador sense connexió a Internet; la clau privada s'escriu o s'imprimeix al paper i després s'esborra de l'ordinador.  La cartera de paper es pot emmagatzemar en un lloc físic segur per a la seva posterior recuperació.

#### Carteres de maquinari
Un moneder de maquinari és un perifèric informàtic petit i portàtil que signa les transaccions que sol·licita l'usuari. Aquests dispositius emmagatzemen claus privades i realitzen la signatura i el xifratge internament, i no comparteixen cap informació sensible amb l'ordinador amfitrió, excepte les transaccions ja signades (i per tant inalterables). Com que els moneders de maquinari mai exposen les seves claus privades, fins i tot els ordinadors que poden estar compromesos per programari maliciós no tenen un vector per accedir-hi o robar-les.  : 42–45 L'usuari estableix un codi d'accés quan configura una cartera de maquinari. Com que els moneders de maquinari són resistents a les manipulacions, :ch. 10 :ch. 10Sense el codi d'accés no es pot accedir als actius.

## Tecnologia

### Generació de claus privades i públiques
Un moneder de criptomoneda funciona mitjançant un nombre teòric o aleatori que es genera i s'utilitza amb una longitud que depèn de la mida de l'algoritme dels requisits tecnològics de la criptomoneda. El número es converteix en una clau privada utilitzant els requisits específics de l'algoritme de criptografia de criptomoneda. A partir de la clau privada es genera una clau pública utilitzant l'algoritme criptogràfic necessari. La clau privada l'utilitza el propietari per accedir i enviar criptomoneda i és privada per al propietari, mentre que la clau pública s'ha de compartir amb qualsevol tercer per rebre criptomoneda.
Fins a aquesta etapa no es requereix cap ordinador ni dispositiu electrònic i tots els parells de claus es poden derivar matemàticament i escriure a mà. La clau privada i la parella de claus pública (coneguda com a adreça) no les coneix la cadena de blocs ni ningú més. La cadena de blocs només registrarà la transacció de l'adreça pública quan s'hi enviïn criptomonedes, registrant així al llibre major de la cadena de blocs la transacció de l'adreça pública.

### Claus privades duplicades
La col·lisió (dues o més carteres amb la mateixa clau privada) és teòricament possible, ja que les claus es poden generar sense utilitzar-se per a transaccions i, per tant, estan fora de línia fins que es registren al llibre major de la cadena de blocs. Tanmateix, aquesta possibilitat es nega de manera efectiva perquè la probabilitat teòrica que dues o més claus privades siguin iguals és extremadament baixa. El nombre de carteres possibles i, per tant, de claus privades és extremadament alt, per la qual cosa duplicar o piratejar una determinada clau seria inconcebible.

### Frases inicials
En les convencions modernes s'utilitza una frase llavor, que és una llista aleatòria de 12 a 24 (o fins i tot més) de paraules del diccionari, que és una forma sense xifrar de la clau privada. (Les paraules són més fàcils de memoritzar que els números.) Quan estan en línia, les moneders d'intercanvi i de maquinari es generen mitjançant nombres aleatoris i es demana a l'usuari que proporcioni una frase inicial. Si la cartera està extraviada, danyada o compromesa, la frase inicial es pot utilitzar per tornar a accedir a la cartera i a les claus associades i a la criptomoneda en la seva totalitat.

### Carteres
Existeixen diverses tecnologies conegudes com a moneders que emmagatzemen el parell de valor clau de clau privada i pública conegut com a moneders. Un moneder allotja els detalls del parell de claus que fa possibles les transaccions amb criptomoneda. Existeixen diversos mètodes per emmagatzemar claus o llavors en una cartera.
Un moneder brainwallet o cartera cerebral és un tipus de cartera en què es memoritza un codi d'accés (una clau privada o frase inicial). Brainwallets poden ser atractius a causa de la seva negació plausible o de la protecció contra les confiscacions governamentals, però són vulnerables a l'endevinació de contrasenyes (especialment a l'endevinació fora de línia a gran escala). Existeixen diversos centenars de brainwallets a la cadena de blocs de Bitcoin, però la majoria s'han esgotat, de vegades repetidament.

### Moneders criptogràfics enfront dels navegadors DApp
Els navegadors DApp són programari especialitzat que admet aplicacions descentralitzades. Els navegadors DApp es consideren els navegadors de la Web3 i són la porta d'entrada per accedir a les aplicacions descentralitzades basades en la tecnologia blockchain. Això significa que tots els navegadors de DApp han de tenir un sistema de codi únic per unificar tots els diferents codis de les DApps.
Mentre que els moneders criptogràfics se centren en l'intercanvi, la compra i la venda d'actius digitals i admeten aplicacions específicament dirigides, els navegadors admeten diferents tipus d'aplicacions de diversos formats, com ara intercanvis, jocs, mercats NFT, etc.

## Característiques
A més de la funció bàsica d'emmagatzemar les claus, una cartera de criptomonedes també pot tenir una o més de les característiques següents.

### Cartera de criptomoneda senzilla

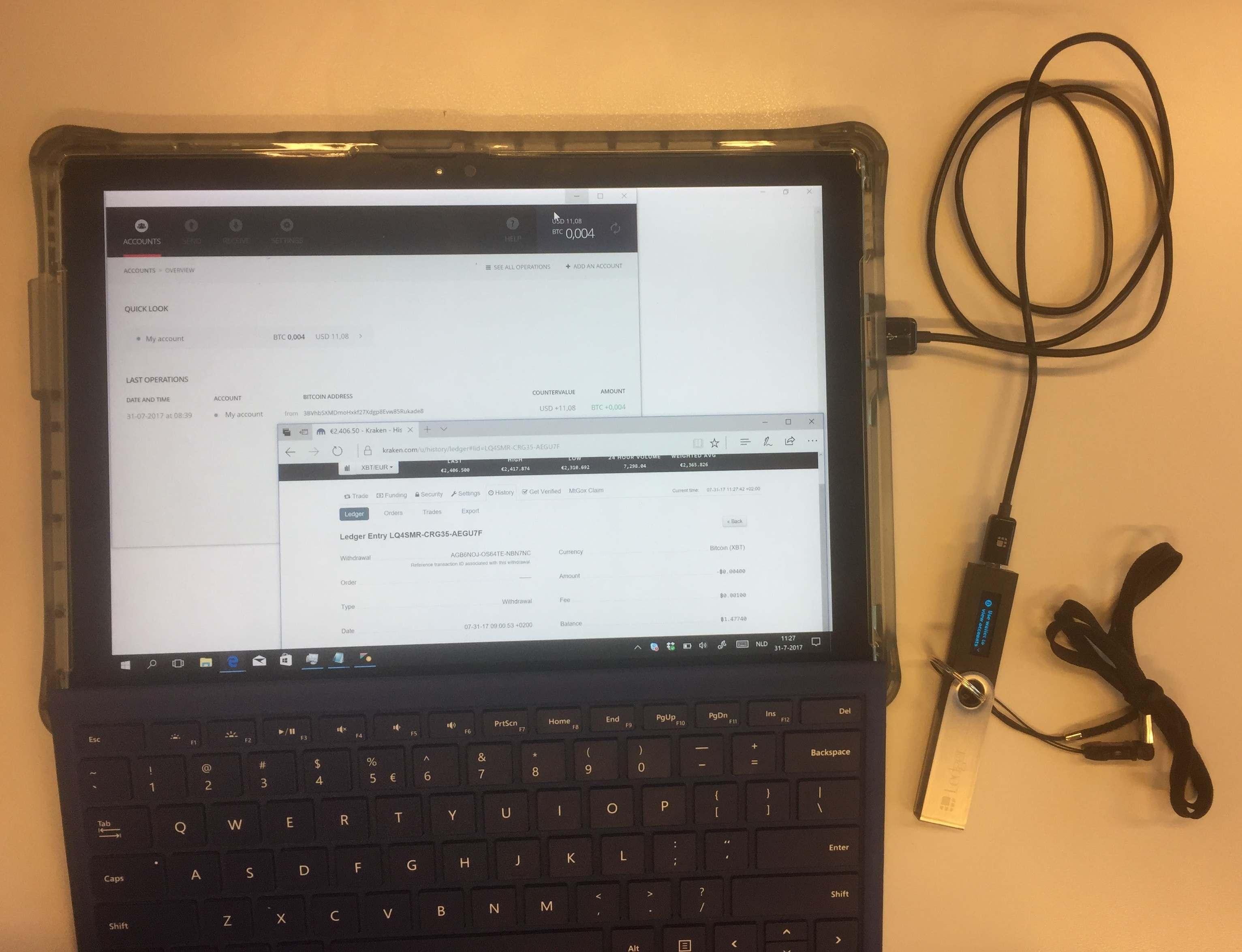
Una transacció real de bitcoins des d'una plataforma d'intercanvi de criptomonedes basada en web a una cartera de criptomonedes de maquinari.

Un moneder de criptomoneda simple conté parells de claus criptogràfiques públiques i privades. Les claus es poden utilitzar per fer un seguiment de la propietat, la recepció o la despesa de criptomonedes. Una clau pública permet que altres persones facin pagaments a l'adreça derivada d'ella, mentre que una clau privada permet la despesa de criptomoneda des d'aquesta adreça.
La criptomoneda en si no es troba al moneder. En el cas del bitcoin i les criptomonedes derivades, la criptomoneda s'emmagatzema i es manté descentralitzadament en un registre distribuït disponible públicament anomenat blockchain.

### Cartera de criptomoneda multicadena
Els moneders multicadena estan dissenyats per admetre múltiples xarxes blockchain, permetent als usuaris emmagatzemar, gestionar i transaccionar diferents tipus de criptomonedes des d'una única interfície. A diferència dels moneders de cadena única, que estan limitats a una cadena de blocs específica, els moneders de cadena múltiple proporcionen una experiència unificada per gestionar diversos actius. Aquests moneders milloren la comoditat i la seguretat reduint la necessitat de múltiples aplicacions de moneder i proporcionant funcions integrades per a múltiples actius digitals.
Característiques d'una cartera multicadena:
- Compatibilitat amb múltiples blockchains: els usuaris poden contenir i gestionar diverses blockchains com ara Bitcoin, Ethereum, Klever Blockchain, Binance Smart Chain i més dins d'un sol moneder.
- Seguretat millorada: Normalment incorporen mesures de seguretat avançades, com ara l'autenticació de dos factors i la còpia de seguretat de la frase llavor.
- Interoperabilitat: Facilita transaccions sense problemes a través de diferents xarxes blockchain.
- Interfície fàcil d'utilitzar: Dissenyada per ser accessible i intuïtiva, cosa que facilita als usuaris la navegació i la gestió dels seus actius.

Entre els moneders multicadena més populars hi ha Trust Wallet, Klever Wallet i Exodus, cadascun dels quals ofereix característiques úniques i compatibilitat amb múltiples blockchains, per tant, centenars de criptomonedes.

### Cartera d'identificació electrònica

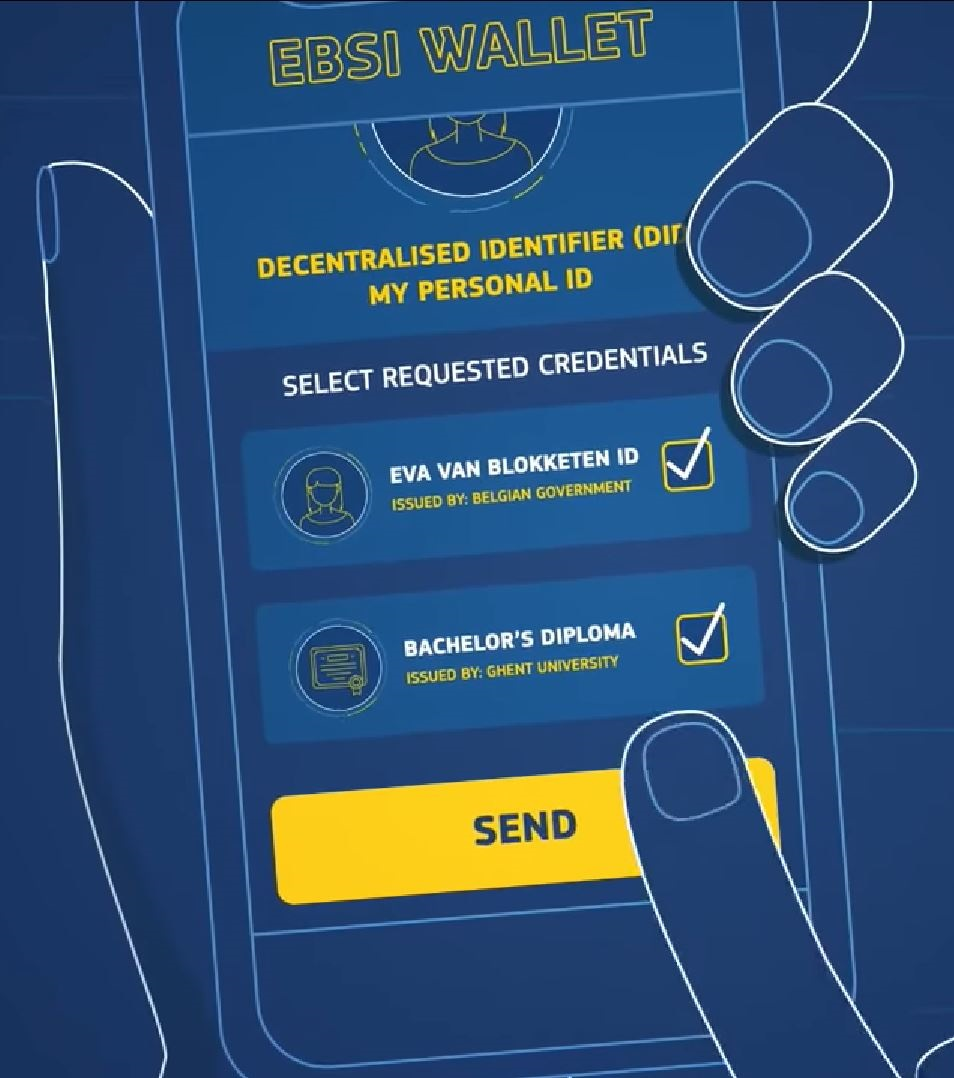
Proporcionar un DNI electrònic i un diploma i signar digitalment el "formulari de sol·licitud" amb una aplicació de moneder criptogràfic

Alguns moneders estan dissenyats específicament per ser compatibles amb un marc de treball. La Unió Europea està creant un Marc d'Identitat Autosobirana Europea (ESSIF) compatible amb eIDAS que funciona sobre la Infraestructura Europea de Serveis Blockchain (EBSI). El moneder EBSI està dissenyat per proporcionar (de manera segura) informació, un identificador electrònic i signar "transaccions".

### Cartera multisignatura
A diferència dels moneders de criptomoneda simples que només requereixen que una sola part signi una transacció, els moneders multisignatura requereixen que diverses parts signin una transacció. Els moneders multisignatura estan dissenyats per a una major seguretat. Normalment, un algoritme de signatura múltiple produeix una signatura conjunta que és més compacta que una col·lecció de signatures diferents de tots els usuaris. Hi ha diversos casos d'ús per utilitzar un moneder multisignatura com ara: seguretat millorada, gestió de tresoreria, gestió de col·laboracions, serveis de dipòsit en garantia, planificació d'herències, compliment normatiu i recuperació de còpies de seguretat.

### Contracte intel·ligent
En l'espai de les criptomonedes, els contractes intel·ligents es signen digitalment de la mateixa manera que es signa una transacció de criptomoneda. Les claus de signatura es guarden en una cartera de criptomonedes.